# Жупинешть (Мехедінць)
Жупинешть, Жупинешті (рум. Jupânești) — село в повіті Мехедінць у Румунії. Входить до складу комуни Чирешу.
Село розташоване на відстані 282 км на захід від Бухареста, 23 км на північ від Дробета-Турну-Северина, 146 км на південний схід від Тімішоари, 113 км на північний захід від Крайови.

## Населення
За даними перепису населення 2002 року у селі проживали 79 осіб, усі — румуни. Усі жителі села рідною мовою назвали румунську.